# Dirk Bumann

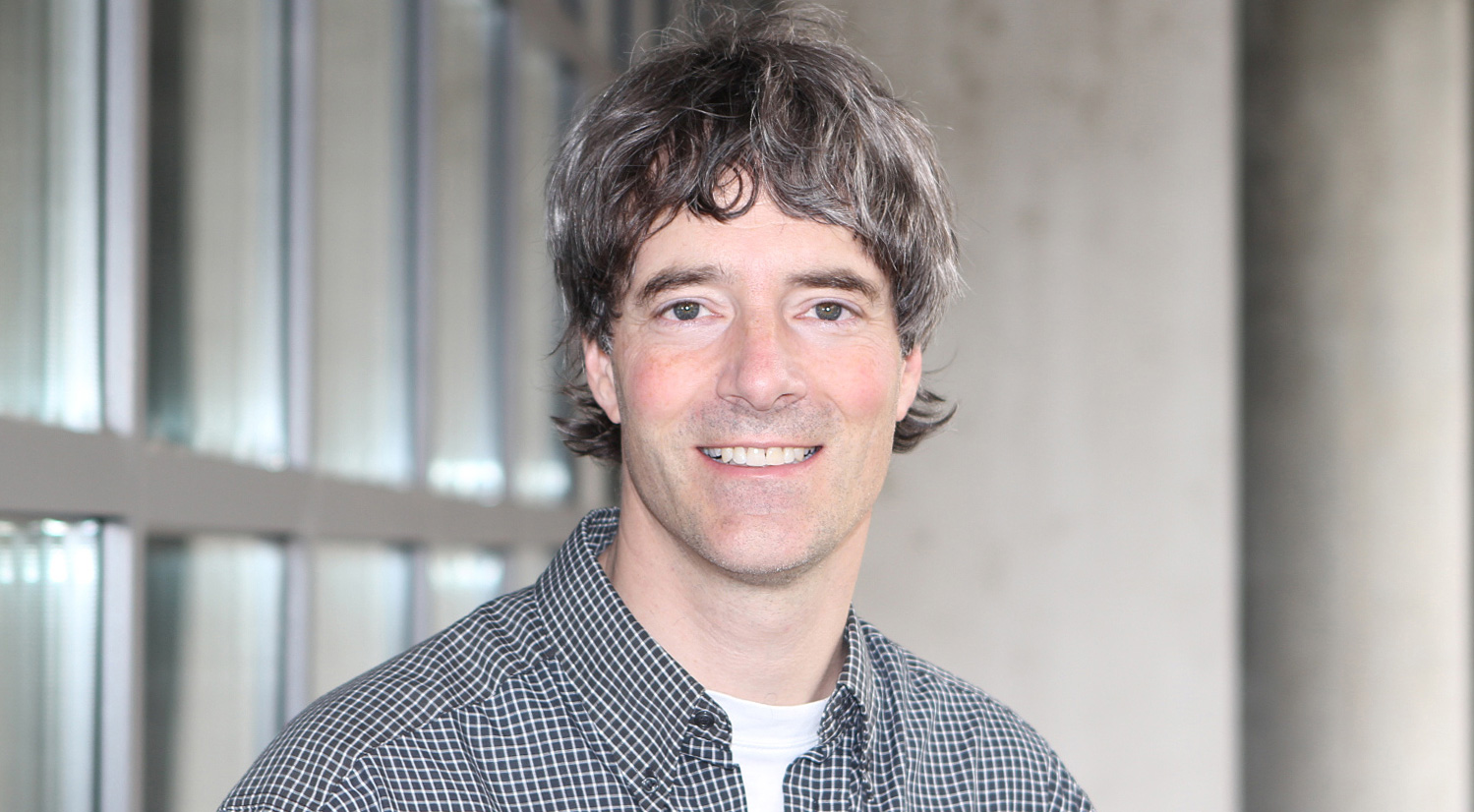
Dirk Bumann, 2015

Dirk Bumann (* 1967 in Berlin) ist ein deutscher Infektionsbiologe und Professor am Biozentrum der Universität Basel, Schweiz.

## Leben
Dirk Bumann studierte Chemie und Biologie an der Freien Universität Berlin. 1994 promovierte er am Max-Planck-Institut für Biochemie in Martinsried und forschte anschliessend als Postdoc am Marine Biological Laboratory, Woods Hole, USA. Von 1997 bis 2004 war Dirk Bumann Forschungsgruppenleiter am Max-Planck-Institut für Infektionsbiologie in Berlin, von 2004 bis 2007 forschte und lehrte er an der Hannover Medical School (MHH). Seit 2007 war Dirk Bumann ausserordentlicher Professor, seit 2015 ist er ordentlicher Professor für Infektionsbiologie am Biozentrum der Universität Basel.
Er ist der Bruder des Dirigenten Kai Bumann.

## Wirken
Dirk Bumann konzentriert sich auf die Erforschung pathogener Stoffwechselprozesse der Krankheitserreger Salmonella und Shigella, die zu Typhus und Durchfallerkrankungen führen. Er untersucht, wie sich diese Pathogene Nährstoffe von ihrem Wirt beschaffen, die einzelnen Aktivitäten in Stoffwechselnetzwerken koordinieren und durch ihr Wachstum Krankheiten auslösen. Dirk Bumann konnte daneben zeigen, dass Salmonellen in der Darmzelle zunächst durch das Anhängen von Ubiquitin markiert und anschliessend mit dem phosphorylierten Protein Optineurin verbunden werden. So gekennzeichnet können spezielle Zellorganellen, die Autophagosomen, die Bakterien erkennen und beseitigen. Bumanns Forschungsergebnisse dienen der Entwicklung neuer Therapieansätze für Infektionskrankheiten.

## Auszeichnungen
- 2007 "GO-Bio" Award[7]
- 2006 EMBO Young Investigator Award[8]
- 2006 BD Research Prize[9]
- 2015 Mitglied der European Molecular Biology Organization
- 2015 Pettenkofer Preis[10]
- 2015 Gewähltes Mitglied der European Molecular Biology Organization (EMBO)[11]
- 2024 Gewähltes Mitglied der Wissenschaftsakademie Leopoldina[12]